# Spezialeinsatzkommando

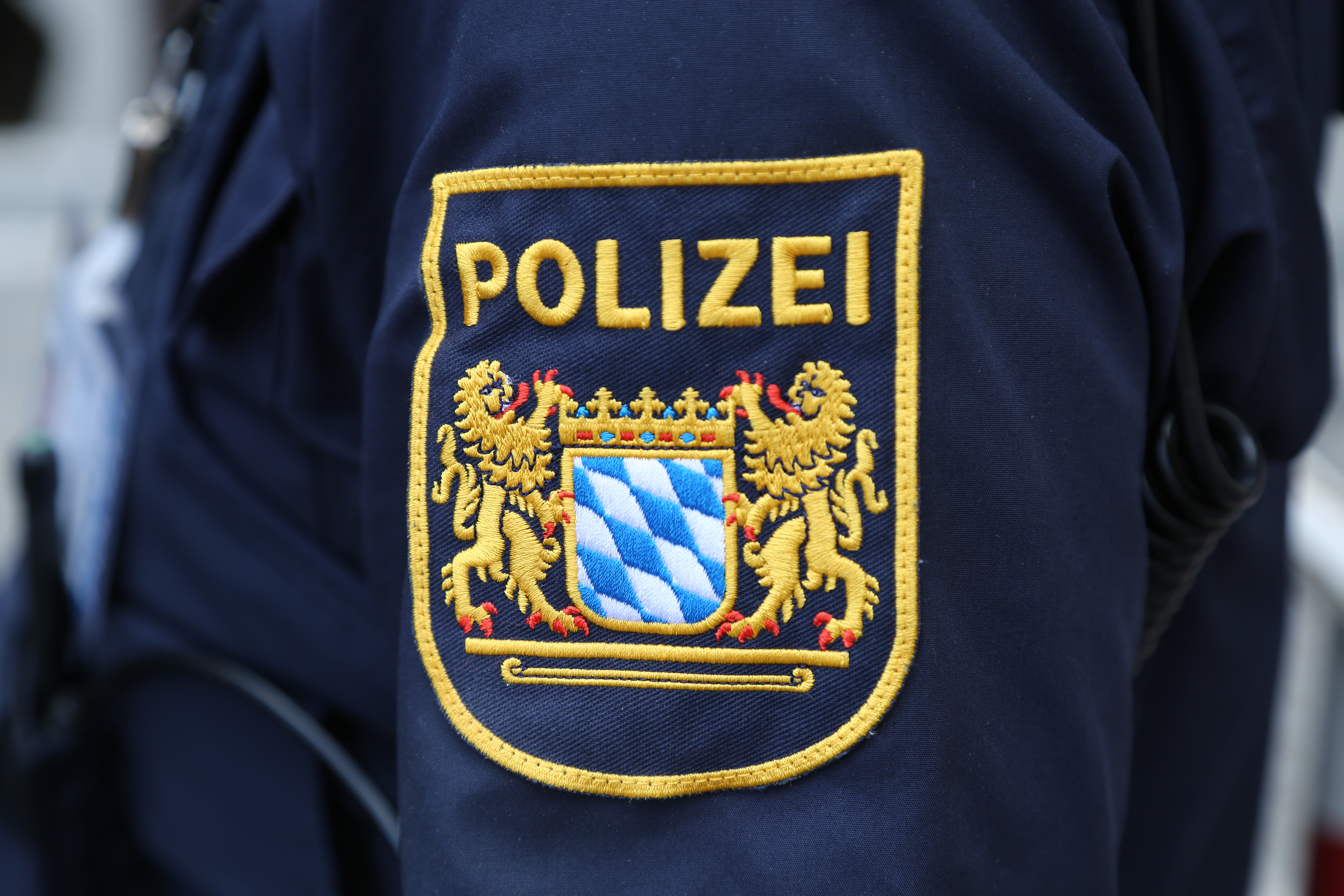
Patch da polícia alemã do estado da Baviera

Spezialeinsatzkommando (SEK), anteriormente chamado de Sondereinsatzkommando, é uma unidade inspirada na SWAT estadounidense. É uma unidade especial da polícia estadual da Alemanha (Landespolizei), especializada em ações anti-sequestro e ataques terroristas.
Os candidatos a integrar a unidade de elite devem ser "extremamente fortes", física e mentalmente, sendo que apenas 30 % dos candidatos passa dos testes preliminares.